# Kloster Sainte-Croix (Apt)
Das Kloster Sainte-Croix (Apt) war von 1234 bis 1791 ein französisches römisch-katholisches Kloster, zuerst der Benediktinerinnen, ab 1435 der Zisterzienserinnen in Apt, Département Vaucluse.

## Geschichte
Ein weibliches Mitglied der provenzalischen Adelsfamilie Simiane gründete 1234 zwischen Gargas und Roussillon das Benediktinerinnenkloster Sainte Croix („Heiligenkreuz“), das 1372 in die benachbarte Bischofsstadt Apt wechselte und 1435, anlässlich der Aufnahme des Zisterzienserinnenklosters Mollégès (Peugniez, S. 323), selbst zisterziensisch wurde. 1757 nahm das Kloster noch den Konvent des Zisterzienserinnenklosters Saint-Pierre-du-Puy von Orange (Vaucluse) (Peugniez, S. 330) auf, bevor es 1791 durch die Französische Revolution geschlossen wurde.